# (11100) Lai
(11100) Lai – planetoida z pasa głównego asteroid okrążająca Słońce w ciągu 3 lat i 287 dni w średniej odległości 2,43 j.a. Została odkryta 22 maja 1995 roku z Osservatorio San Vittore. Nazwa planetoidy pochodzi od Luciano Lai (ur. 1948), włoskiego astronoma amatora.